# 1991–1992-es négysánc-verseny
A 1991–1992-es négysánc-verseny, az 1991–1992-es síugró-világkupa részeként került megrendezésre, melyet hagyományosan Oberstdorfban, Garmisch-Partenkirchenben (Németország), valamint Innsbruckban és Bischofshofenben (Ausztria) tartottak 1991. december 29. és 1992. január 6. között.
A torna győztese a finn Toni Nieminen lett, megelőzve az osztrák Martin Höllwarthot és a szintén osztrák Werner Rathmayrt.

## Eredmények
| Dátum              | Helyszín               | Sánc                             | Győztes        | Második            | Harmadik       |
| ------------------ | ---------------------- | -------------------------------- | -------------- | ------------------ | -------------- |
| 1991. december 29. | Oberstdorf             | Schattenbergschanze K-115        | Toni Nieminen  | Werner Rathmayr    | Stephan Zünd   |
| 1992. január 1.    | Garmisch-Partenkirchen | Große Olympiaschanze K-107       | Andreas Felder | Toni Nieminen      | Stephan Zünd   |
| 1992. január 4.    | Innsbruck              | Bergiselschanze K-109            | Toni Nieminen  | Andreas Goldberger | Andreas Felder |
| 1992. január 6.    | Bischofshofen          | Paul-Ausserleitner-Schanze K-120 | Toni Nieminen  | Martin Höllwarth   | Franci Petek   |

## Végeredmény
Összetett végeredmény
| Helyezés | Név               | Pontok |
| -------- | ----------------- | ------ |
| 1        | Toni Nieminen     | 902.4  |
| 2        | Martin Höllwarth  | 833.2  |
| 3        | Werner Rathmayr   | 832.9  |
| 4        | Franci Petek      | 817.7  |
| 5        | František Jež     | 817.1  |
| 6        | Andreas Felder    | 814.1  |
| 7        | Stephan Zünd      | 806.9  |
| 8        | Ari-Pekka Nikkola | 788.9  |
| 9        | Jaroslav Sakala   | 787.9  |
| 10       | Jim Holland       | 780.5  |